# Linea U3 (metropolitana di Vienna)
La linea U3 è una linea della metropolitana di Vienna, in Austria. La linea venne aperta al pubblico il 6 aprile 1991 e si estende per 13,5 km tra le stazioni di Ottakring e Simmering. Il tempo di percorrenza della linea è di 25 minuti. È composta da 21 stazioni, di cui 19 sotterranee. Il colore che la identifica è l'arancione.

## Storia
L'apertura della Linea U3 avvenne in cinque fasi tra il 1991 e il 2000. Già nel 1976 era prevista la costruzione della  linea, anche se originariamente era indicata con il nome di U5, ma nel 1980 la costruzione venne annullata in quanto non vi erano fondi sufficienti. I lavori della linea iniziarono solamente a metà degli anni '80. I lavori andarono avanti fino al 1991 quando venne aperta la prima tratta; inoltre si decise anche il cambio del nome da U5 a U3.
La prima fase vide l'apertura della tratta tra Erdberg e Volkstheather, inaugurata il 4 marzo 1991. La seconda fase ha visto l'apertura il 4 settembre 1993 delle strazioni tra fermate Volkstheather e Westbahnhof. La terza fase coinvolse l'apertura delle stazioni tra Westbahnhof e Johnstraße il 3 settembre 1994, mentre, la quarta l'apertura delle fermate tra Johnberg e Ottakring il 5 dicembre 1998. Infine la quinta e ultima fase ha visto l'aepertura della tratta tra Erdberg e Simmering, inaugurata il 2 dicembre 2000.

## Stazioni
Nell'elenco che segue, a fianco ad ogni stazione, sono indicati i servizi presenti e gli eventuali interscambi ferroviari:

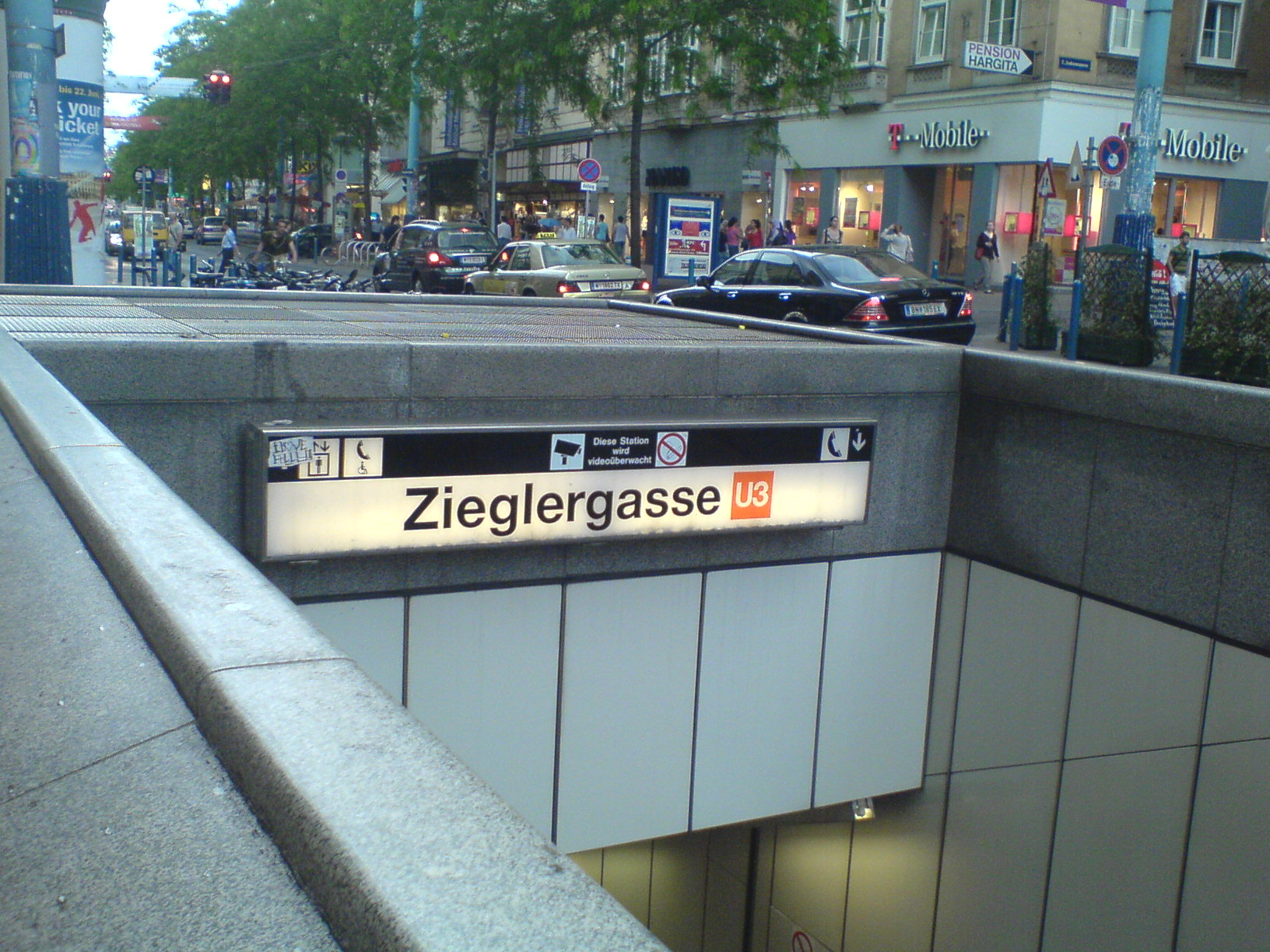
L'entrata della stazione di Zieglergasse

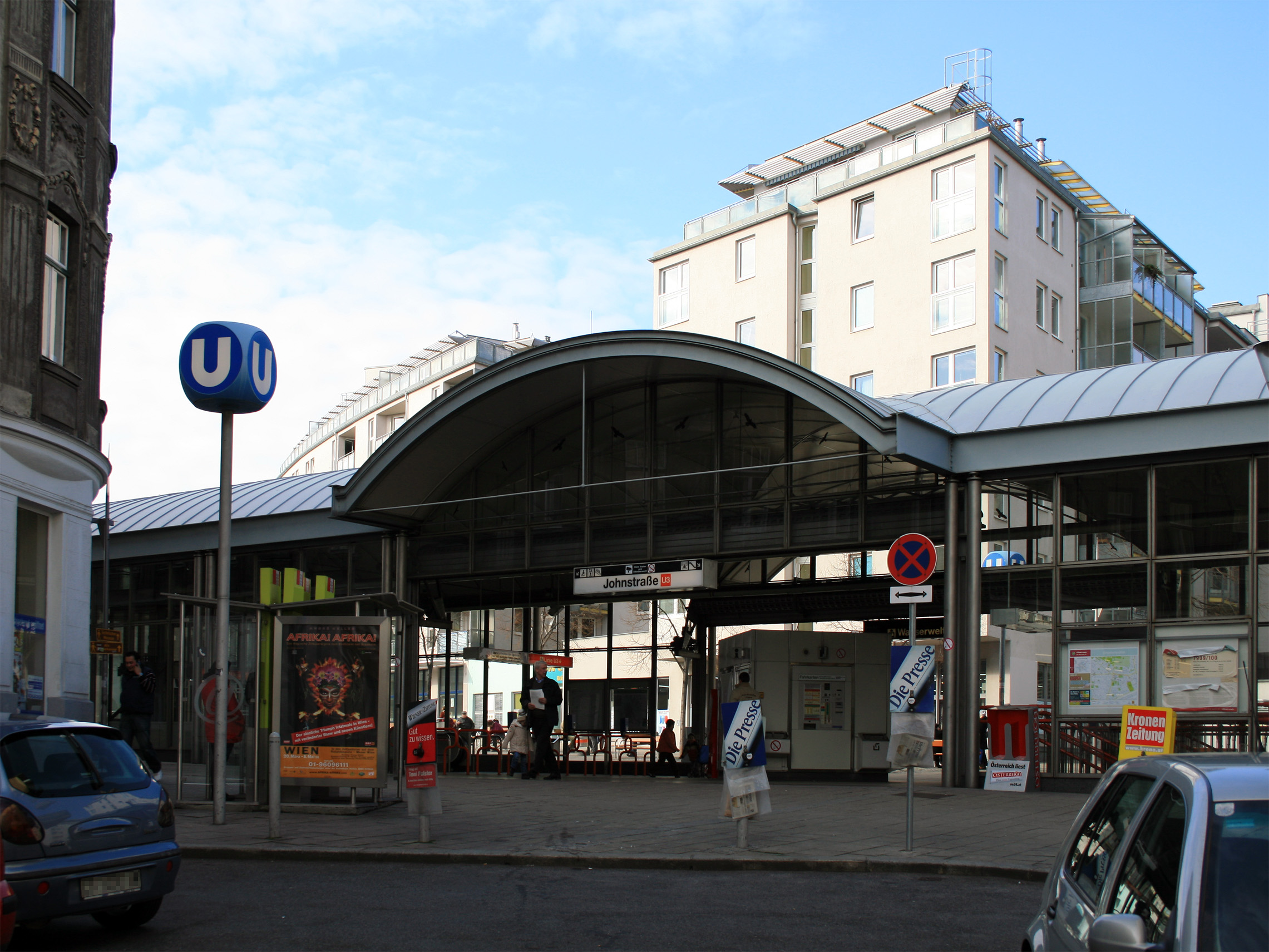
La stazione di Johnstraße